# Basse Mana
La Basse Mana est une plaine côtière du nord-ouest de la Guyane, frontalière du Suriname, située entre l'embouchure
de l’Organabo et celle du Maroni, bordée au nord par l’océan Atlantique. Elle est traversée par la Mana dont l'embouchure est proche de celle du Maroni. Cet espace naturel possède de vastes zones humides préservées, se trouvant le long d’un couloir migratoire et il est utilisé par de nombreuses espèces d'oiseaux d'eau comme halte migratoire ou pour hiverner. Les plages sont des sites de nidification essentiels pour les tortues marines. C'est à ce titre que la Basse Mana a été inscrite au titre de la convention de Ramsar, le 8 décembre 1993, en tant que site Ramsar.

## Caractéristiques
La Basse Mana est constituée de plusieurs écosystèmes littoraux : cordons sableux, lagunes, mangroves, marais d'eau douce, vasières et d’une forêt humide sur sable, à l’est. Cet ensemble présente une instabilité cyclique liée aux dépôts d’alluvions argileux provenant de l’Amazone et à l’érosion côtière par les courants et la houle. Cette diversité est favorable à l’accueil d’une faune terrestre que marine d'une grande richesse.
Les mouvements permanents des bancs de vases venus de l’Amazone font progresser la côte avec l’apparition de nouvelles mangroves ou la font
fortement reculer de plusieurs dizaines de mètres par an selon les lieux.

## Biodiversité

### Faune
Les vasières nourrissent une multitude d'oiseaux dont des populations importantes de limicoles et d'autres espèces d'oiseaux
La région est connue pour ses zones de nidification de tortues marines : notamment la tortue luth et la tortue verte dont les effectifs sont malheureusement en diminution constante en partie à cause des changements du trait de côte.
La mosaïque de milieux présents sur la Basse Mana favorise le maintien d’une grande biodiversité et permet encore la présence de prédateurs tel le jaguar
qui participent à l’équilibre des écosystèmes.

### Flore
La flore se caractérise par des bois de grands cactus cierges, vers l'Organabo à l’est s’étend la forêt humide sur sables blancs, la mangrove côtière, non exploitée par l'homme, constituée de dépôts vaseux salés récents sont d'abord colonisés et fixés par les palétuviers gris, suivis par l'implantation des palétuviers blancs. Une mangrove d’estuaire dominée par le palétuvier rouge  borde les rives du Maroni.
Les écosystèmes sub-côtiers participent au renouvellement du stock d’espèces de poissons marins et de crevettes. Une activité économique est présente en Basse Mana : chasse, pêche, activités touristiques de pleine nature et d'observation de la ponte des tortues marines...

## Activités humaines
La riziculture intensive est pratiquée sur plus de 6 000 ha  de polder dans la Basse Mana, depuis les années 1980[réf. à confirmer].